# Batalla de Torgau
En la batalla de Torgau tuvo lugar el 3 de noviembre de 1760 cuando el ejército prusiano del rey Federico el Grande luchó contra un ejército austriaco más poderoso bajo el mando del mariscal de campo Leopold Joseph von Daun. Los prusianos obtuvieron una costosa victoria, pírrica, en una de las batallas más sangrientas de la tercera guerra de Silesia, en el contexto de la guerra de los Siete Años.

## Antecedentes

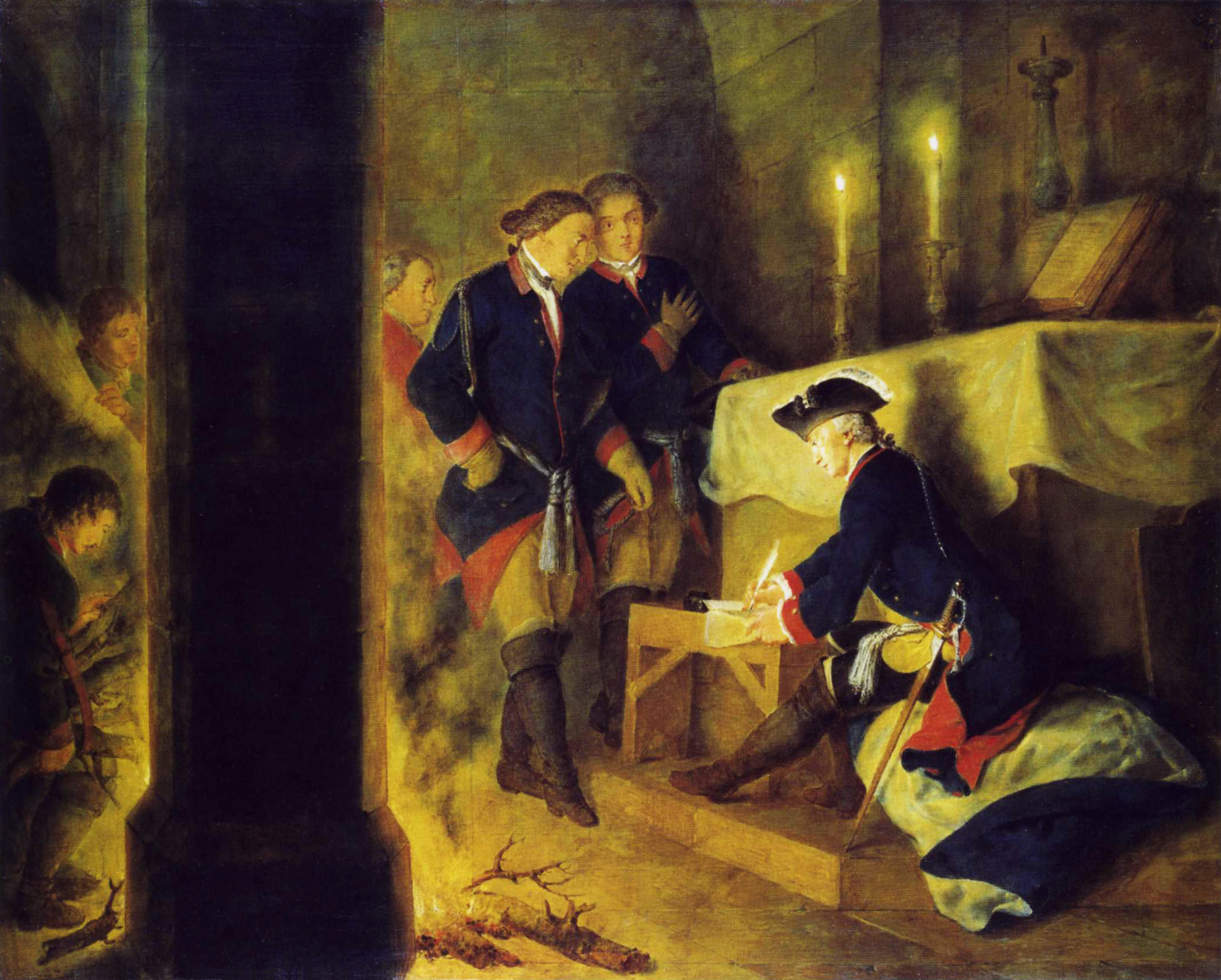
Federico el Grande después de Torgau, por Bernhard Rode

En agosto, Daun perdió una oportunidad de destruir el principal ejército prusiano en Silesia. Superado en número de tres a uno, Federico escapó de la trampa austriaca al arrasar al cuerpo de Feldzeugmeister Ernst Gideon Freiherr von Laudon en la Batalla de Liegnitz. Cuando los prusianos se detuvieron en Silesia atacaron a sus enemigos más numerosos. Feldzeugmeister Franz Moritz con los 18 000 austriacos de Graf von Lacy junto a la fuerza rusa del general Tottleben cerca de Berlín sumaban un total de 35 000 aliados. Mientras tanto 13 000 prusianos se refugiaban en la Ciudadela de Spandau, Peter Lacy y Tottleben capturaron a 3000 prusianos en Berlín el 9 de octubre.

## Planes
A finales de octubre, Daun salió de Silesia y marchó hacia el oeste, a Sajonia, donde Lacy se unió a él con su cuerpo de ejército. Cuando su gobierno le ordenó que luchara contra los prusianos, Daun eligió un lugar en Süptitzer Höhen, unas alturas al oeste de Torgau.
La meseta había sido utilizada por el príncipe Enrique de Prusia en 1759 y estaba protegida al oeste por abatís y al sur por un pequeño arroyo. Los austriacos se enfrentaron al sur con el cuerpo de ejército de Lacy más cercano a Torgau y el ejército de Daun más al oeste. En total, Daun y Lacy reunieron 42 000 soldados de infantería, 10 000 de caballería y 275 cañones.
Frederick decidió enviar al general Hans Joachim von Zieten para mantener la atención de Daun desde el sur, mientras que su principal esfuerzo giraba alrededor del extremo occidental de la línea austriaca para atacar desde el norte. El cuerpo de ejército de Zieten estaba compuesto por 21 batallones de infantería y 54 escuadrones de caballería, mientras que el ejército principal de Frederick tenía 41 batallones y 48 escuadrones.
En total, los prusianos tenían 35 000 unidades de infantería, 13 500 de caballería y 309 piezas de artillería.

## La batalla

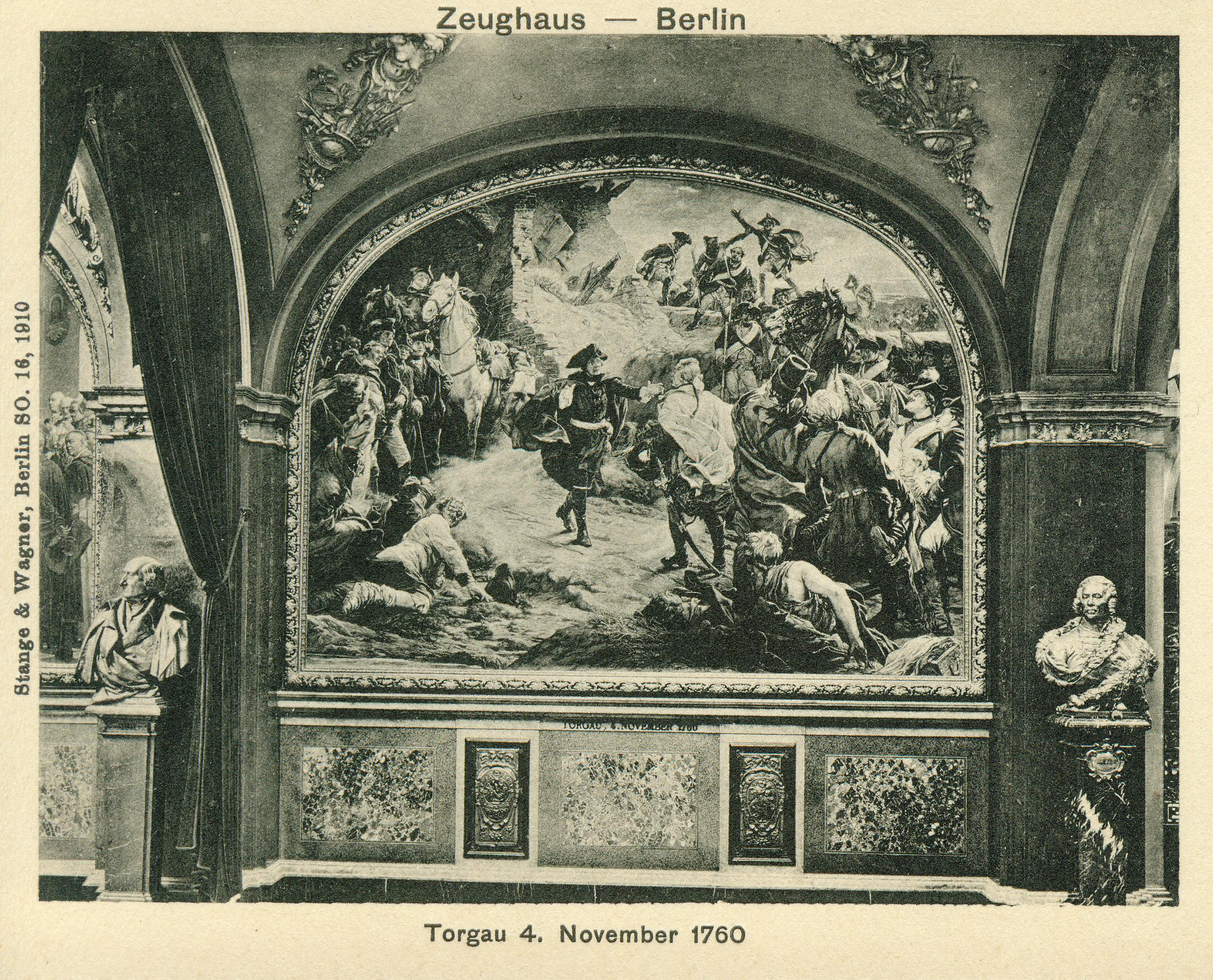
La Batalla de Torgau

Al mediodía, el ejército principal de Federico avanzaba con dificultad en el bosque, al norte de la posición de Daun. En este momento, la avanzadilla de Zieten se vio rodeada por la infantería ligera croata perteneciente al cuerpo de Lacy. Daun observó con atención la maniobra prusiana y cambió su primera línea hacia el lado norte de las alturas. Pronto, estalló un duelo de artillería entre Lacy y Zieten. Al escuchar los disparos de cañón y temiendo que Zieten fuera atacado, el rey prusiano decidió lanzarse al ataque prematuramente con diez batallones de granaderos. El fuego concentrado de los cañones y la artillería austriaca causaron la pérdida de 5000 prusianos en un tiempo de media hora.
Cuando el cuerpo principal de la infantería llegó a la escena y fue enviado al asalto cuesta arriba. Daun se vio obligado a emplear sus reservas para derrotar al segundo ataque. La caballería prusiana dirigida por el duque de Holstein intentó romper la línea austriaca, pero también falló. Una bala perdida golpeó a Frederick en el pecho y se retiró al pueblo de Elsnig con un considerable sufrimiento. El rey pasó la noche sentado en el escalón inferior del altar de la iglesia esperando noticias del campo de batalla. Daun había sido herido en el pie y alrededor del ocaso fue a Torgau para que le curaran la herida.[8] El comandante austriaco envió al general Charles Flynn a entregar un despacho de victoria preliminar a la emperatriz María Teresa en Viena.
El momento álgido de la batalla giraba en torno al anochecer, cuando las columnas de Zieten, que se habían comprometido inútilmente con Lacy, lanzaron un gran asalto. Movieron su cuerpo de ejército hacia el oeste, encontró una calzada elevada sin vigilancia entre dos estanques y arrojó lanzó a cinco batallones a la brecha. Zieten permaneció en la brecha inicial con la ayuda de su infantería y pronto su cuerpo de ejército ganó un punto de apoyo en las alturas. Al escuchar la batalla de Zieten, el teniente general J. D. von Hülsen tomó el mando a los supervivientes del ejército principal en un ataque final. Una vez tomados el norte y el sur, las líneas austriacas comenzaron a desmoronarse.
Los hombres de Zieten capturaron la batería de cañones austriaca y los entregaron a sus antiguos dueños quienes en dos ocasiones intentaron recuperar la batería perdida sin éxito. A las 9:00 p. m. terminó la batalla con los prusianos como dominadores de las alturas.

## Resultado
Los prusianos ganaron la batalla pero a un alto coste. Admitieron pérdidas de 16 670, mientras que los austriacos perdieron 15 897 incluidos unos 10 000 hombres y 49 armas de fuego capturadas.
 Un autor escribe,

Incluso después de todo este derramamiento de sangre, la batalla de Torgau decidió poco en términos estratégicos, ya que Daun aún conservaba Dresde y el sur de Sajonia, mientras que el problemático Laudon quedaba libre para ocupar cuarteles de invierno en Silesia.

La batalla dejó a ambos lados agotados. Después de perder tanto o más hombres que su enemigo, Prusia volvió a estar severamente debilitada. Sin embargo, sin la perspectiva de una victoria decisiva contra los prusianos, y con la disminución de los recursos financieros, Austria también perdió gran parte de su poder ofensivo. Después de la campaña de 1760 tuvo que reducir el tamaño de su ejército lo que dejó pocas esperanzas de aplastar a Prusia sin la ayuda de Rusia, que se retiró en 1762. Para los austriacos, la batalla fue por lo tanto un severa golpe psicológico que disminuyó su esperanza de obtener una victoria decisiva.